# Wuppertal-Achse
Wuppertal-Achse ist ein Projekt in Wuppertal, welches die Talachse der Stadt entlang der Wupper samt Eisenbahn, Schwebebahn, Straßenbahn und Bergbahn im Maßstab 1:87 nachbildet. 

## Die Anlage
Hierbei wird die städtebauliche Situation kurz nach dem Zusammenschluss Elberfelds und Barmens in den 1930er Jahren dargestellt. Für die Rekonstruktion wurden alte Karten, Luftbilder und Stadtansichten verwendet. Der Schienenverkehr wird mit Modelleisenbahnen der Baugröße H0 darstellt.
Die Anlage wird eine Länge von 140 m und eine Breite von bis zu 13 m erreichen. Sie entsteht in modularer Form und ist öffentlich zugänglich. Das Projekt begann im Februar 2002; im Juni 2007 zog es in eine 300 m² große Werkstatt um. Im September 2007 sowie im September 2008 erlitt das Projekt schwere Rückschläge, da bei zwei Einbrüchen viele wertvolle Exponate gestohlen wurden.
Im August 2018 zog die Wuppertal-Achse wegen einer Kernsanierung des ehemaligen Textilfabrik im Stadtteil Wichlinghausen (Max-Planck-Straße 19) in die Goethestraße 42 im Stadtteil Vohwinkel um. Diesen Standort muss der Verein bis zum September 2025 wiederum verlassen.

## Bilder

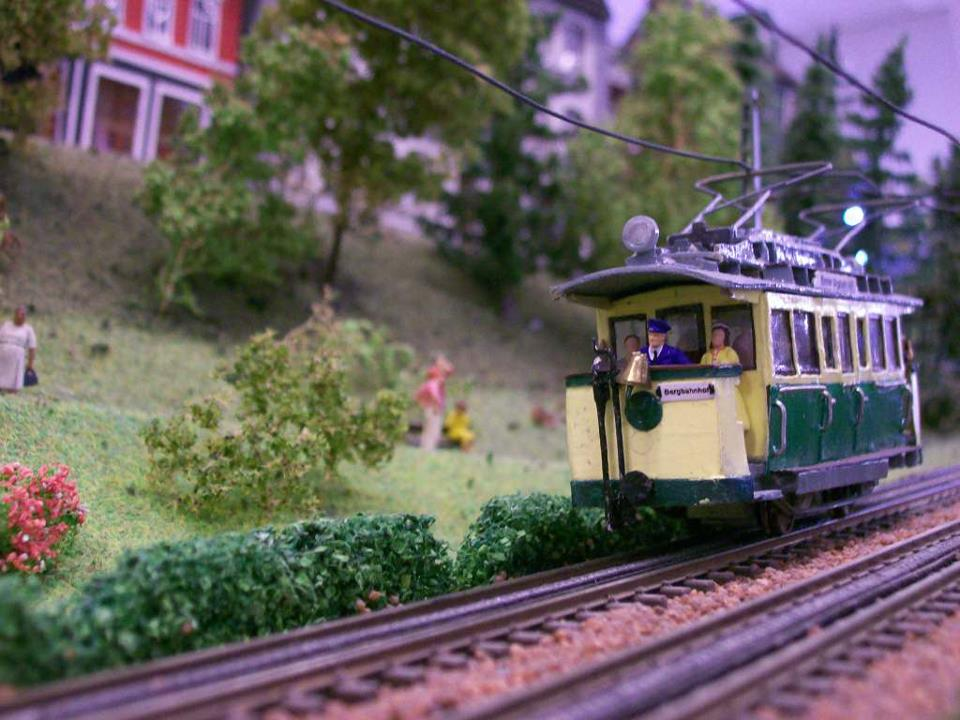
Bergbahn
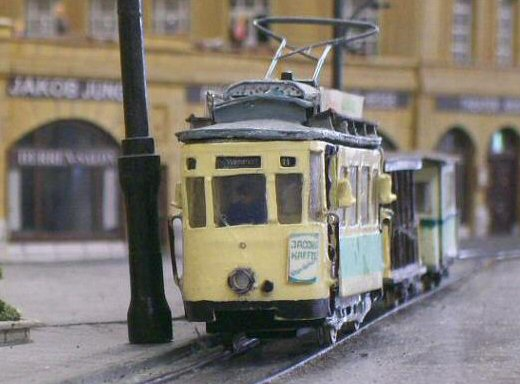
Linie 11
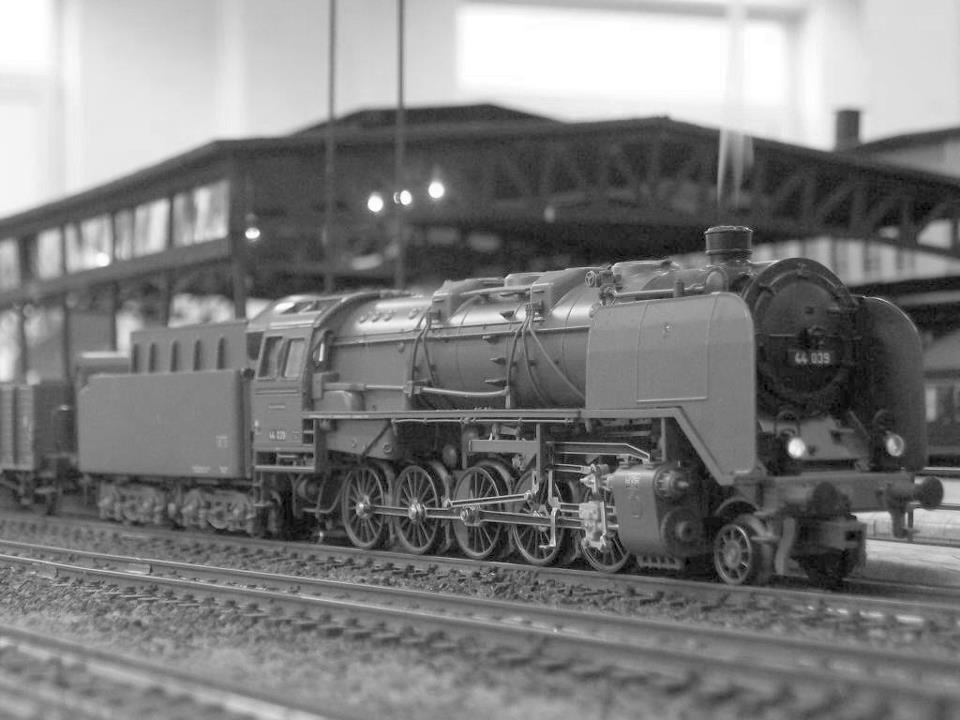
Güterzugdampflok der DR-Baureihe 44 im Bahnhof Rittershausen
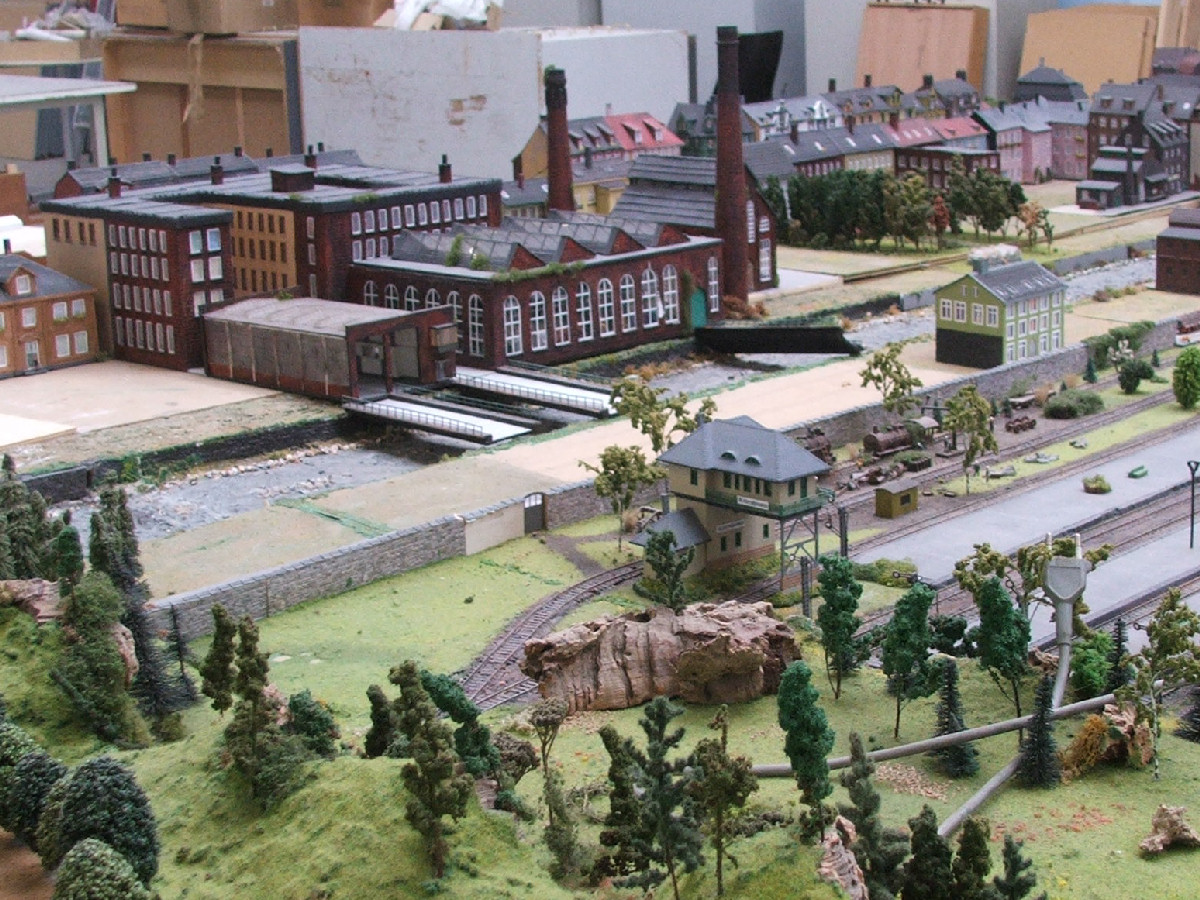
Industrie an der Wupper
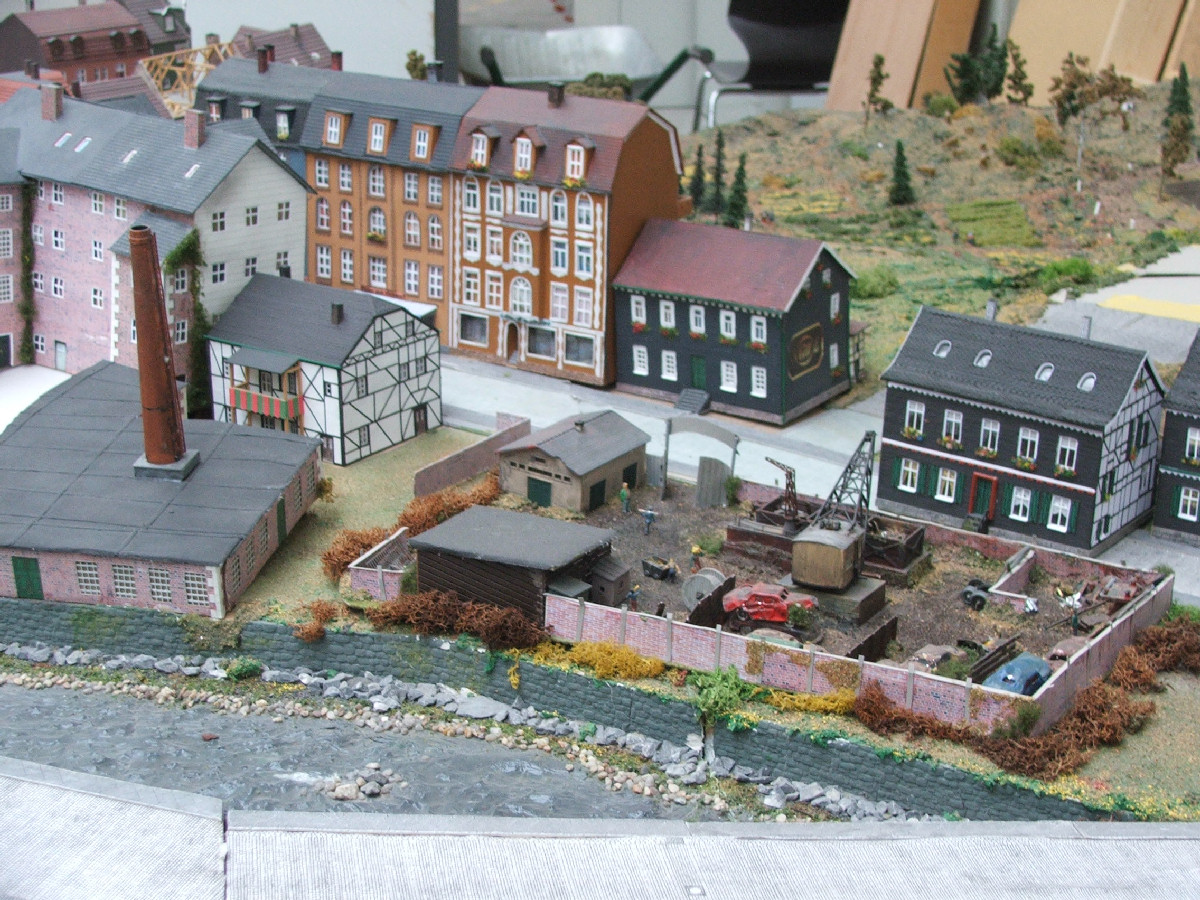
Impression an der Wupper